# نجيب قحطان الشعبي
نجيب قحطان الشعبي (19يونيو 1953 - 24 مايو 2021)؛ سياسي يمني ونجلُ أول رئيس لجمهورية اليمن الديمقراطية الشعبية قحطان الشعبي، وهو عضوٌ حزب المؤتمر الشعبي العام، شارك في الانتخابات الرئاسية اليمنية 1999، وحصل على 141481 من الأصوات وكان المرشح الوحيد لعلي عبد الله صالح.